# Bisignano
Bisignano est une commune de la province de Cosenza, dans la région de Calabre, en Italie.

## Religion
- Cathédrale de Bisignano
- Archidiocèse de Cosenza-Bisignano
- Liste des évêques de Bisignano

## Communes limitrophes
Acri, Cerzeto, Lattarico, Luzzi, Mongrassano, San Marco Argentano, Santa Sofia d'Epiro, Tarsia, Torano Castello

## Administration
| Période                                  | Période  | Identité         | Étiquette   | Qualité |
| ---------------------------------------- | -------- | ---------------- | ----------- | ------- |
| 06 octobre 2021                          | En cours | Francesco Fucile | indépendant |         |
| Les données manquantes sont à compléter. |          |                  |             |         |

## Personnalités nées à Bisignano
- Ferruccio Baffa Trasci
- Humble de Bisignano